# Dragomir
Dragomir (in cirillico: Драгомир) è un nome proprio di persona slavo maschile, in particolare serbo, croato, rumeno, bulgaro e sloveno.

## Varianti
- Ipocoristici:
  - Croato: Drago[1], Draško[1]
  - Rumeno: Dragoș[2][1][3], Dragoş, Dragos[1]
  - Serbo: Драго (Drago)[1], Драшко (Draško)[1]
  - Sloveno: Drago[1]
- Femminili: Dragomira

### Varianti in altre lingue
- Ceco: Drahomír[2][1]
  - Femminili: Drahomíra[4].

## Origine e diffusione
È composto dagli elementi slavi dorgu ("prezioso") e mir ("pace" o "mondo"). Può quindi significare "prezioso e pacifico" o "pace preziosa". I due elementi che lo compongono sono comuni nell'onomastica slava; il primo si trova ad esempio anche in Dragoslav e Predrag, il secondo in Mirna, Casimiro, Vladimiro, Radomir, Damir e Miroslavo.
Il nome Mira può in alcuni casi essere un diminutivo della forma femminile, Dragomira, e sempre da Dragomira è derivato, secondo alcune fonti, il nome Dagmar.

## Onomastico
Il nome è adespota, cioè non è portato da alcun santo, quindi l'onomastico ricorre ad Ognissanti, il 1º novembre.

## Persone

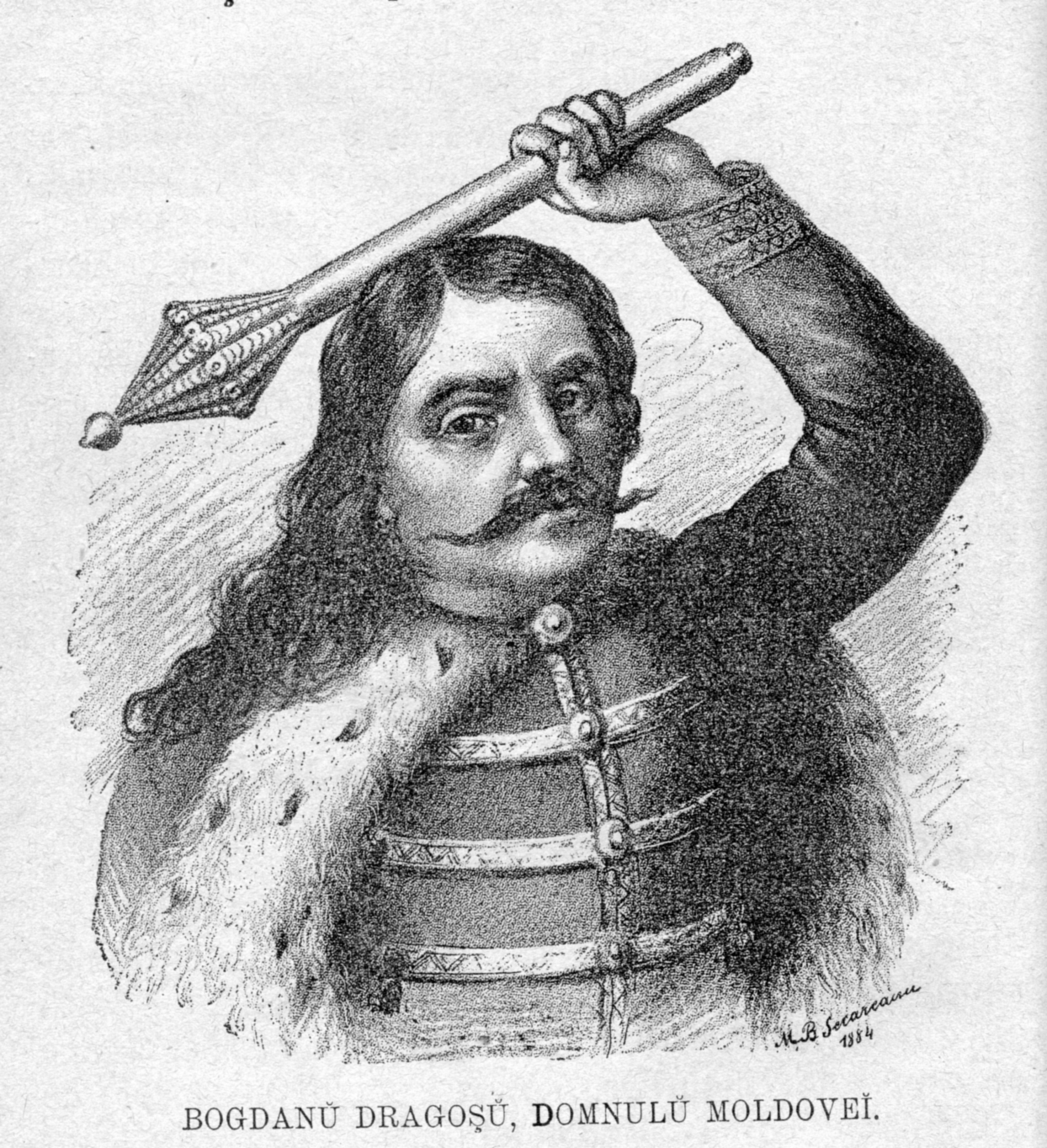
Dragoș di Moldavia

- Dragomir Draganov, chitarrista e compositore bulgaro
- Dragomir Milošević, generale e criminale di guerra serbo
- Dragomir Nikolić, allenatore di calcio jugoslavo
- Dragomir Tošić, calciatore jugoslavo
- Dragomir Vukobratović, calciatore serbo

### Varianti
- Dragoș Agache, nuotatore rumeno
- Dragoș Coman, nuotatore rumeno
- Dragoș di Moldavia, voivoda rumeno
- Dragoș Grigore, calciatore rumeno

### Varianti femminili
- Dragomira Boneva, vero nome di Michelle Bonev, attrice bulgara naturalizzata italiana